# Eutelsat 5 West B
O Eutelsat 5 West B é um satélite de comunicação geoestacionário europeu que foi construído pela Orbital ATK em parceria com a Airbus Defence and Space. Ele está localizado na posição orbital de 5 graus de longitude oeste e é operado operado pela Eutelsat. O satélite foi baseado na plataforma GEOStar-2 e sua expectativa de vida útil é de 15 anos.

## História
A Eutelsat Communications selecionou em outubro de 2016 a Airbus Defence and Space e Orbital ATK para construir um novo satélite para a posição orbital de 5 graus oeste, para servir principalmente nos mercados de vídeo na Europa e no norte da África.
Nos termos do acordo, a Airbus Defence and Space construiria a carga útil do satélite enquanto a plataforma seria fabricada pela Orbital ATK. O Eutelsat 5 West B substituiu a capacidade de banda Ku do satélite Eutelsat 5 West A (anteriormente Stellat 5), uma infraestrutura digital chave que aborda mercados de transmissão predominantemente franceses, italianos e argelinos.

## Lançamento
O satélite foi lançado com sucesso ao espaço em 9 de outubro de 2019, às 10:17 UTC, por meio de um veículo Proton-M/Briz-M a partir do Cosmódromo de Baikonur, no Cazaquistão, juntamente com a missão MEV-1. Ele tinha uma massa de lançamento de 3.000 kg.

## Capacidade e cobertura
O Eutelsat 5 West B está equipado com com 35 transponders de banda Ku para fornecer serviços de telecomunicações principalmente para mercados na Europa e África do Norte.